# 미더덕속
미더덕속(Styela)은 미더덕과에 속하는 피낭동물 속의 하나이다. 식용으로 쓰이는 미더덕과 오만둥이 등을 포함하고 있다.

## 하위 종
- 미더덕 (Styela clava)
- 두줄미더덕 (Styela partita) (Stimpson, 1852)
- 세줄미더덕 (Styela esther)
- 상칭미더덕 (Styela clava symmetrica)
- 긴자루미더덕 (Styela longipedata)
- 주름미더덕 (Styela plicata)